# Eclissi solare del 9 agosto 1953
L'Eclissi solare del 9 agosto 1953 è stato un evento astronomico che ha avuto luogo il suddetto giorno attorno alle ore 15:55 UTC. Tale evento ha avuto luogo nel Sud America meridionale e nella penisola antartica. L'eclissi del 9 agosto 1953 divenne la terza eclissi solare nel 1953 e la 124ª nel XX secolo. La precedente eclissi solare si è verificata l'11 luglio 1953, la seguente il 5 gennaio 1954.
Il giorno della luna nuova (novilunio), la differenza tra le distanze apparenti di luna e sole osservate sulla terra è estremamente piccola. In tale momento, se la luna si trova in prossimità del nodo lunare, cioè uno dei due punti in cui la sua orbita interseca l'eclittica, si verifica un'eclissi solare. Quando vi è assenza di ombra e la penombra raggiunge parte dell'estremità settentrionale o meridionale della terra, si verifica un'eclissi solare parziale, che si verifica quindi presso le regioni polari della Terra. 

## Percorso e visibilità
L'eclissi solare parziale era visibile nel Cile meridionale, nell'Isola di Pasqua, nell'Argentina meridionale, alle Isole Falkland e nella penisola antartica.

## Eclissi correlate

### Eclissi solari 1950 - 1953
Questa eclissi è un membro di una serie semestrale. Un'eclissi in una serie semestrale di eclissi solari si ripete approssimativamente ogni 177 giorni e 4 ore (un semestre) in nodi alternati dell'orbita della Luna.